# Stade Kadir-Has
Le stade Kadir Has (en turc: Kayseri Kadir Has Şehir Stadyumu) est un stade de football situé à Kayseri, Turquie.
Il a une capacité de  32 864 places, et a été officiellement ouvert en 2009.

## Événements
- Match d'ouverture : Kayserispor 0 - 2 Fenerbahçe (Match joué à guichets fermés)
- Finale de la Coupe de Turquie de football 2010-2011, 2011